# Mehrangiz Dowlatshahi
Mehrangiz Dowlatshahi (persiska: مهرانگیز دولتشاهی), född 13 december 1919 i Isfahan, Persien, död 11 oktober 2008 i Paris, Frankrike, var en iransk politiker, socionom och samhällsaktivist, som innehade betydande ämbeten, däribland som Irans ambassadör i Danmark under Mohammad Reza Pahlavis styre. Hon tjänstgjorde också som medlem av landets konstitutionella församling (majles) under tre mandatperioder.

## Familj och utbildning
Mehrangiz Dowlatshahi föddes i staden Esfahan 1919. Hennes far Mohammad Ali Mirza, känd som Meshkat-od-Dowlat, var parlamentsledamot, tillhörde qajardynastin och var jordägare i provinsen Kermanshah i västra Iran. Hennes mor Akhtarol-Molk var dotter till Hedayat Qoli Khan och syster till berömde modernistiske författaren Sadeq Hedayat.
Mehrangiz Dowlatshahi var också kusin med den iranske shahen Reza Pahlavis hustru Esmat Dowlatshahi.
Hon fick sin tidiga utbildning vid Anoushiravan Dadgar High School, som var den första grundskolan för flickor i landet. Hon tog en kandidatexamen från Humboldt-Universität zu Berlin och sedan en doktorsexamen i samhällsvetenskap vid Ruprecht-Karls-Universität Heidelberg.

## Karriär
Vid hemkomsten till Iran var Mehrangiz Dowlatshahi var verksam vid landets socialtjänstmyndighet och hjälporganisation för interner. Hon grundade organisationen Rāh-e Nou (Nya vägen), som kämpade för kvinnors rättigheter och senare kom att ingå i International Women's Syndicate. Organisationen försvarade rättigheter och friheter för kvinnor och flickor i alla åldrar och erbjöd också utbildning till kvinnor. Hon lanserade också läskunnighetsprogram för vuxna i södra Teheran. 
1951 träffade hon shahen Mohammad Reza Pahlavi tillsammans med feministen Safie Firouz och framförde krav på att kvinnor skulle få rösträtt i Iran. Frågan shahen varmt om hjärtat men det skulle ändå dröja till 1963 tills kvinnor fick rösträtt i landet. Hon var direktör för den rådgivande kommittén för internationella frågor i Irans kvinnoorganisation (WOI). 1973 utnämndes hon till ordförande för International Council of Women och hon innehade uppdraget fram till 1976.

## Politiska ämbeten
Mehrangiz Dowlatshahi invaldes i Irans parlament (majles) 1963 och var en av sex kvinnliga ledamöter. Hon representerade Kermanshah under tre mandatperioder och bidrog avsevärt till att en familjeskyddslag antogs av parlamentet 1967 och att denna lag utvidgades och stärktes 1975. Lagen avskaffade mannens ensidiga rätt till skilsmässa och ställde kvinnor på lika villkor med män i frågor om skilsmässa och vårdnad om barn.
Dowlatshahi utnämndes 1975 till Irans första kvinnliga ambassadör och representerade landet i Danmark. Hon innehade tjänsten när den iranska revolutionen utbröt 1979. Samma år lämnade hon Danmark och bosatte sig i Paris. 
2002 publicerade Dowlatshahi en pionjärbok på persiska om den iranska kvinnorörelsen och dess kamp för lika rättigheter och friheter för kvinnor: Jāme', doulat va jonbesh-e zanān-e Irān 1320-1359 (Samhället, staten och den iranska kvinnorörelsen 1941–1980).
Dowlatshahi avled efter en tids sjukdom i Paris 2008.

## Utmärkelser
Mehrangiz Dowlatshahi mottog i februari 1979 Dannebrogordens insignier av klassen Storkorset. 
Hon utsågs 1997 till 'Årets kvinna' av The Iranian Women's Studies Foundation i USA.